# マーガディー
マーガディー（Māgadhī）は、中期インド・アーリア語（プラークリット）のひとつで、インド東部の方言を基礎とする文学語である。
マーガディー語、マガダ語とも呼ばれる。

## 概要
「マーガディー」とは、「マガダ語」を意味する。インド東部、現在のビハール州にあったマガダ国の言語という意味であり、実際にインド東部の方言を元にしていると思われるが、演劇では地域とは無関係に用いられる。
他のプラークリットとくらべると音韻上に大きな違いがある。特に目立つ特徴としては以下のものがある。
1. 他のプラークリットの s が ś として現れる。
2. r が l に変化している。
3. a語幹の男性名詞の単数主格が e で終わる。（他のプラークリットでは o で終わる）

マーガディーの変種にアルダマーガディー（ardhamāgadhī、「半マガダ語」を意味する）と呼ばれる言語がある。この言語はマーガディーとそれ以外のプラークリットの両方の特徴を持つ。とくに ś ではなく s が現れる。アルダマーガディーはジャイナ教の聖典の言語としてとくに有名である。ジャイナ教ではアルダマーガディーのことをアールシャ（ārṣa、リシの言語の意）とも呼ぶ。
現代の東部インド・アーリヤ語（ベンガル語・アッサム語・ビハール語・オリヤー語など）は必ずしもマーガディーの特徴を持っていない。たとえばベンガル語では r と l は区別されており、マーガディーの直接の子孫とは考えられない。

## 文献

### アショーカ王碑文
アショーカ王碑文（紀元前3世紀）はいくつかの異なる言語で書かれているが、もっとも支配的な言語（東部プラークリットとも呼ぶが、東部だけでなく広い地域に分布する）はマーガディーとよく似た特徴を持っている。これはマウリヤ朝がマガダ国に興ったことを反映していると考えられる。

### 演劇のマーガディー
サンスクリット古典劇において、他の演劇プラークリット（シャウラセーニー・マーハーラーシュトリー）にくらべてマーガディーは重要性が低く、主に低い身分の者が使用する役割語として機能する。たとえば『シャクンタラー』においては、指輪を発見した漁夫と、その漁夫を逮捕した巡査がマーガディーを使用する。

### 演劇のアルダマーガディー
バラタの作と伝えられる『ナーティヤ・シャーストラ』などの理論書ではアルダマーガディーを演劇の言語として認めているが、古典劇上で実際にアルダマーガディーが使用された例はない。
しかし、20世紀になって発見された馬鳴の『シャーリプトラ・プラカラナ』やバーサの作と言われるトリヴァンドラム劇では、（古）シャウラセーニー・（古）マーガディーとともに（古）アルダマーガディーが使用されている。

### ジャイナ教のアルダマーガディー
ジャイナ教シュヴェーターンバラ派（白衣派）の正典であるアーガマはアルダマーガディーで書かれている。マハーヴィーラがマガダ国の出身であったことと関係があるかもしれないが、聖典の言語はマーハーラーシュトリーの強い影響を受けており、子音の摩滅が甚だしい。